# 澤村博
澤村 博（さわむら ひろし、1943年 - ）は、日本の体育学者、陸上競技選手、陸上競技指導者。元日本大学陸上競技部監督、日本大学名誉教授。栃木県出身、東京都八王子市在住。

## 経歴
日本大学経済学部卒業。日本大学在学中は陸上競技部に在籍し、関東学生陸上競技対校選手権大会（以下、関東インカレ）、日本学生陸上競技対校選手権大会（日本インカレ）等で活躍。大学4年次には陸上部の主将を務め、関東インカレ、日本インカレ、箱根駅伝で総合優勝した。
日本大学卒業後は渡米し、オレゴン大学に入学、陸上部に所属した。当時の監督は後にナイキの創業者となるビル・バウアーマンであった。また当時のキャプテンは東京オリンピック100m3位のハリー・ジェロームだった。オレゴン大学で陸上を続けていたが、勉学への道を進むことを決心し、陸上競技を引退。ウィスコンシン大学マディソン校（大学院）へ進学。1972年に同大学院にて修士号取得。その後、日本へ帰国し、日本大学文理学部に助手として赴任。のちに専任講師、助教授（現、准教授）、教授。日本大学文理学部在職中の1988年には、ウィスコンシン大学大学院にて博士号を取得した。2013年に定年退職し、日本大学名誉教授。2014年には陸上クラブであるSTTCjapanを設立し、2020年現在も活動を継続している。

## 研究者として
日本大学を卒業後、オレゴン大学へ陸上留学。その後ウィスコンシン大学マディソン校に入学し、1972年に同校にて自然資源管理学の修士号を取得した。修士号取得後に日本に帰国し、日本大学文理学部に就職。しばらく教職を務めた後、1988年に再びウィスコンシン大学にて生涯学習の分野で博士号を取得。当時ウィスコンシン大学の教員であったボブ・レイ（指導教授、学部次長）、全米成人教育学会会長を2期務めたアラン・ノックス、ジェリー・アップス、ミノル・キヨタ等に影響を受けた。日本大学ではレジャー・レクリエーション概論、野外教育論、キャンプ実習、陸上競技、生涯教育特論、レジャー・レクリエーション特論の授業を担当した。2014年現在はレジャー・レクリエーション概論、生涯教育特論、レジャー・レクリエーション特論を担当した。

＜学位＞

経済学士(農業経済学) 日本大学

Degree of Master of Science(M.S.) in Natural Resources Management, College of Agriculture and Life Science, University of Wisconsin-Madison

Degree of Doctor of Philosophy(Ph.D.) in Continuing and Vocational Education, College of Agriculture and Life Science, University of Wisconsin-Madison

## 陸上競技の指導者として
1986年、母校日本大学の陸上競技部の短距離コーチに就任し、1989年には監督に就任した。監督時代には13年間で11度の関東インカレ総合優勝（11連覇）、日本インカレ総合優勝7回と日本大学陸上競技部の黄金時代を築き上げた。また監督在任中に前陸上競技部監督の小山裕三を助監督に据え、後進の育成にも精を注いだ。
監督在任中には森長正樹（走り幅跳び日本記録保持者）、井上悟（100m元日本記録保持者）など多くの五輪選手、日本選手権優勝者を輩出。また監督在任中の関東インカレ、日本インカレの優勝・入賞者も多く育成している。なお、ベルリン世界陸上銅メダリストの村上幸史、リオ五輪入賞の澤野大地らも監督時代に陸上部員として在籍していた。現在は2014年に設立したSTTCjapan（陸上クラブ）の代表を務め、陸上競技の指導・普及を行っている。2017年度～2019年度にはアメリカ・ヒューストンにおいてInternational Seminarを開催した。2019年2月にはコロンビア陸上競技連盟の招聘によりユース世代のコーチとしてカリ市で指導した。2019年に開催された東京都中学総体女子1年100mでは指導している選手が1，2，4位、通信陸上では1，2，3位を獲得した。

## 世界の陸上関係者との交流
自身がアメリカに留学していたこともあり、多くのアメリカ人アスリート、コーチと交流がある。その中でもトム・テレツ(Tom Tellez)とは関係が深い。トム・テレツとは四半世紀に渡る付き合いであり、現在でも年に複数回面会している関係である。日本大学陸上部監督時代には自身が中心となり短距離ブロックのアメリカ合宿を毎年行っていた。その当時、世界的なトップアスリートでありトム・テレツの教え子であるカール・ルイス（Carl Lewis）、リロイ・バレル（Leroy Burrell)、フロイド・ハード（Floyd Heard）は現在ヒューストン大学陸上部にて指導を行っているため、トム・テレツ同様交流がある。
さらに北中米カリブ海陸上競技コーチ協会会長で元ライス大学監督のビクター・ロペツ、アイオワ州立大学監督のマーチン・スミス、サンタモニカカレッジ監督ラリー・シルバ（Larry Silva）、Santa Monica Track Club監督のジョー・ダグラス（Joe Douglass）、元ルイジアナ州立大学フィールドコーチで現在アリゾナ州のアスレチックセンターでコーチを務めるダン・パフ（Dan Pfaff）、セント・ジョセフアカデミーのコーチであるミミ・ガーザ（Meme Garza）とも交流がある。なお、アイルランドの消防士であり毎年テレツ氏よりコーチングを学んでいるマーティン・マクギーとはネットを用いて連絡を取り合っている。

## エピソード
オレゴン大学在籍中、当時オレゴン州立大学の学生であり、背面跳び考案者のディック・フォスベリーの練習風景を見学。当時はフォスベリーがメキシコ五輪で背面跳びを用いる前であったことから、その独創的な跳躍方法に大きな衝撃を受ける。

## 社会的活動
＜学会関係＞

日本スプリント学会　前会長

日本陸上競技学会　前会長

日本レジャー・レクリエーション学会

余暇ツーリズム学会

日本環境教育学会

World Leisure Organization

National Recreation and Park Association

＜陸上競技関係＞

日本陸上競技連盟　元国際委員会副委員長

　　　　　　　　　元強化委員会副委員長

日本学生陸上競技連合　元強化委員長

関東学生陸上競技連盟　元強化委員長

ユニバーシアード日本代表　短距離コーチ

　　1989年ドイツ・デュイスブルク大会

　　1991年イギリス・シェフィールド大会

　　1993年アメリカ・バッファロー大会

　　1995年日本・福岡大会

　　1997年イタリア・シチリア大会

## 栄典
- 2023年4月 瑞宝小綬章受章[9]